# Fernando Mignoni
Fernando Mignoni Monticelli (Lucca, Italia, 24 de agosto de 1884 – Madrid, 13 de septiembre de 1971) fue un escenógrafo, guionista y director de cine italiano, afincado desde 1914 en España.

## Vida personal
Casado con la soprano italiana Corinna Baccelli, tuvieron una hija, Ione Mignoni (1906). Tras su separación, se unió a la bailaora Carmen Guerra, Carmela, con la que tuvo dos hijos, Carmen y Fernando Mignoni Guerra que también fue pintor, escultor y fundador, junto a Elvira González, de la Galería Theo en 1967.

## Obra

### Escenografía teatral[4]
- La pianella perduta nella neve (1901) Lucca, Italia
- La bohème. La Spezia, Italia
- Barranca abajo, de Florencio Sánchez. Argentina.
- La montaña de las brujas, de Julio Sánchez Gardel. Argentina.
- Locos de verano, de Gregorio Laferrère (1911) Argentina.
- Hamlet, de William Shakespeare (1912) Argentina.
- La damnation de Faust, de Hector Berlioz (1914) Argentina.
- Los condenados, de Benito Pérez Galdós (1915)[5]
- El hombre que asesinó, de Pierre Frondaie (1915)
- El collar de estrellas, de Jacinto Benavente (1915)
- Gente conocida, de Jacinto Benavente (1917)
- La dama de las camelias, de Alexandre Dumas, hijo (1917)
- Domando la tarasca, de Gregorio Martínez Sierra[6] (versión de La fierecilla domada, W. Shakespeare) (1917)
- La princesa que se chupaba el dedo, de Manuel Abril (1917)
- El hijo pródigo, Jacinto Grau (1918)
- La llama, ópera de José María Usandizaga, con libreto de G. Martínez Sierra (1918)
- El alcalde de Zalamea, de P. Calderón de la Barca (1918)
- Juan Gabriel Borkman, de Henrik Ibsen (1919)
- La importancia de llamarse Ernesto, de Oscar Wilde (1919)
- El diablo, de Franz Molnar (1919)
- Leonarda, de Bjørnstjerne Bjørnson (1919)
- El conde Alarcos, de Jacinto Grau (1919)
- Rosaura, la viuda astuta, de Carlo Goldoni (1919)
- El maleficio de la mariposa, de Federico García Lorca (1920)
- Bolívar, de Francisco Villaespesa (1921) Caracas, Venezuela
- Hamlet, de William Shakespeare (1923)
- La embrujada, de Alejandro MacKinlay (1924)
- Don Giovanni, de W. A. Mozart (para Teatro dei Piccoli, de Vittorio Podrecca) (1924)
- Arlequín mancebo de botica o Los pretendientes de Colombina, de Pío Baroja (1926)
- Bajo la capa de Arlequín, de Alejandro MacKinlay (1927)
- Don Juan Tenorio, de José Zorrilla (1927)
- El que no puede amar, de Alejandro MacKinlay 1(928)
- Sinrazón, de Ignacio Sánchez Mejías (1928)
- Cuento de amor, de Jacinto Benavente (1928)
- El fantasma de Canterville, de Oscar Wilde (1929)
- Romance, de Eduard Sheldon (1929)
- Para el cielo y los altares, de Jacinto Benavente (en Buenos Aires) (1929)
- La Lola se va a los puertos, de Manuel y Antonio Machado (1929)
- Volpone, de Ben Jonson (1929)
- Las mocedades del Cid, de Guillén de Castro (1930)
- Maya, de Simon Gantillon (1930)
- Anfisa, de Leonidas Andreiev (1930)
- Sombras de sueño, de Miguel de Unamuno (1930)
- Los andrajos de la púrpura, de Jacinto Benavente (1930)
- Anna Christie, de Eugene O’Neill (1931)
- El embrujado, de Ramón María del Valle-Inclán (1931)
- Ak y la humanidad, de Halma Angélico (1938)
- Vendimia, de José María Pemán (1947)
- Piltrafa, de Amira de la Rosa (1948)

### Dirección artística de cine
- El embrujo de Sevilla, de Benito Perojo (1930)
- Yo quiero que me lleven a Hollywood, de Edgar Neville (1931)
- El hombre que se reía del amor, de Benito Perojo (1933)
- Sol en la nieve, de León Artola (1933)
- El novio de mamá, de Florián Rey (1934)
- La verbena de la Paloma, de Benito Perojo (1935)
- Los claveles, de Santiago Ontañón (1935)
- Nuestra Natacha, de Benito Perojo (1936)
- ¡Polizón a bordo!, de Florián Rey (1941)
- Aventura, de Jerónimo Mihura (1942)
- Luis Candelas, el ladrón de Madrid, de Fernando Alonso, "Fernán" (1947)

### Dirección de cine, guion y dirección artística
- Invasión (1934)
- Nuestro culpable (1937)
- Martingala (1940)
- El famoso Carballeira, (1940)
- La famosa Luz María (1942)
- Noche de celos (1950)